# Șoseaua Mihai Bravu
Șoseaua Mihai Bravu, cunoscută și ca Bulevardul Mihai Bravu, este un bulevard din București ce străbate sectoarele 2, 3 și 4.
Este una dintre cele mai importante artere rutiere ale Bucureștiului. A fost inaugurată în 1916, inițial ca o prelungire a Bulevardului Ștefan cel Mare, între cartierele Obor și Dristor.
Este numită în onoarea lui Mihai Viteazul.